# This Is For (노래)
"This Is For"는 대한민국의 걸 그룹 트와이스의 노래이다. 2025년 7월 11일 JYP 엔터테인먼트와 리퍼블릭 레코드를 통해 네 번째 한국어 정규 음반인 This Is For의 리드 싱글로 발매되었다.

## 배경 및 발매
2025년 7월 6일 "This Is For"의 트레일러가 공개되었다. 그리고 2025년 7월 9일 "This Is For"의 두 번째 트레일러가 공개되었다. 2025년 7월 11일 뮤직 비디오가 공개되었다.

## 차트
| 차트 (2025)               | 최고 순위 |
| ------------------------- | --------- |
| 일본 (재팬 핫 100)        | 45        |
| 일본 디지털 싱글 (오리콘) | 34        |
| 뉴질랜드 핫 싱글 (RMNZ)   | 16        |
| 대한민국 (써클)           | 124       |